# Pterygota macrocarpa
Pterygota macrocarpa ist ein Baum in der Familie der Sterkuliengewächse aus dem westlichen bis ins zentralen Afrika.

## Beschreibung
Pterygota macrocarpa wächst als laubabwerfender Baum bis etwa 35 Meter hoch. Der Stammdurchmesser erreicht bis zu 120 Zentimeter. Es werden dünnere und große Brettwurzeln gebildet. Die gräuliche Borke ist relativ glatt.
Die einfachen und gestielten, fast kahlen Laubblätter sind wechselständig. Der schlanke Blattstiel ist 5–18 Zentimeter lang. Die herzförmigen und ganzrandigen, bespitzten bis zugespitzten Blätter sind bis zu 25–30 Zentimeter lang. Die Nervatur ist handförmig mit 5–7 Hauptadern. Es sind kleine Nebenblätter ausgebildet.
Es werden endständige und rötlich-braun behaarte, vielblütige Rispen gebildet. Die (funktionell) eingeschlechtlichen, kurz gestielten, meist fünfzähligen Blüten sind mit einfacher Blütenhülle, die Kronblätter fehlen. Der kurze Blütenstiel ist mit einem „Gelenk“ unterteilt. Der bis 2 Zentimeter lange, fleischige, dickliche, gelb-bräunliche Kelch ist außen rostig behaart und die Kelchblätter sind knapp verwachsen. Die Staubblätter der männlichen Blüten sind in einem am Grund behaarten, schlanken Androgynophor verwachsen und die Antheren sind kugelig um die verkümmerten Fruchtblätter angeordnet. Die weiblichen Blüten besitzen einen oberständigen, behaarten und fünfteiligen Fruchtknoten mit fünf kurzen, behaarten Griffeln mit kleinen, länglichen Narben sowie kleine Staminodien am unteren Teil des Fruchtknoten.
Es werden bis 12–18 Zentimeter große, holzige und bräunliche, vielsamige, fast rundliche und etwas abgeflachte, schwach behaarte Balgfrüchte, die sich zweiklappig öffnen, gebildet. Die vielen, abgeflachten Samen sind einseitig geflügelt, sie sind mit dem 6–7 Zentimeter langen und bis 3 Zentimeter breiten Flügel 9–11 Zentimeter lang.
Die Chromosomenzahl beträgt 2n = 36.

## Verwendung
Das mittelschwere, nicht beständige Holz ist als Koto bekannt. Vergleichbares Holz liefern Pterygota bequaertii und Pterygota augouardii aus Zentralafrika.